# Anita Pountain
Anita Elize Pountain (L'Aia, 11 luglio 1960) è un'ex cestista olandese.

## Carriera
Con i Paesi Bassi ha disputato i Campionati mondiali del 1979 e sette edizioni dei Campionati europei (1976, 1978, 1980, 1981, 1983, 1985, 1989).